# جان كوهين
جان كوهين (بالفرنسية: Jean Cohen)، ولد في 1919 وتوفي في 1994، هو فيلسوف وأستاذ فرنسي في جامعة السوربون، يعرف جان كوهين بكتابه بنية اللغة الشعرية (Structure du langage poétique ؛ مجموعة شون، دار كتاب مجموعة فلاماريون، 1966، إعادة نشر في 2009، ISBN 9782081226487).